# Ryōsuke Takahashi
Ryōsuke Takahashi (高橋 良輔, Takahashi Ryōsuke, nascido em 11 de janeiro de 1943) é um diretor japonês de anime, roteirista e produtor. Ele trabalhou para a Sunrise em muitos shows de anime no gênero de robôs reais, incluindo Armored Trooper VOTOMS, Fang of the Sun Dougram, Panzer World Galient e Blue Comet SPT Layzner.

## Obras
| Ano                        | Título                                                                 | Papel                                                         | Notas                                          | Fontes |
| -------------------------- | ---------------------------------------------------------------------- | ------------------------------------------------------------- | ---------------------------------------------- | ------ |
| 6 de junho de 1965         | W3                                                                     | Roteiro, Produção                                             |                                                |        |
| 7 de janeiro de 1967       | Gokū no Daibōken                                                       | Produção                                                      |                                                |        |
| 2 de abril de 1967         | Princess Knight                                                        | Produção                                                      |                                                |        |
| 7 de outubro de 1967–68    | Oraa Guzura Dado                                                       | Produção, Storyboard                                          | Primeira série de TV                           |        |
| 1 de abril de 1968         | Animal 1ja:アニマル1                                                   | Produção                                                      |                                                |        |
| 6 de abril de 1969         | Dororo                                                                 | Produção                                                      |                                                |        |
| 8 de abril de 1971         | Wandering Sun                                                          | Produção、Storyboard                                          |                                                |        |
| 6 de outubro de 1971       | Kunimatsu-sama no Otoridaija:国松さまのお通りだい                      | Produção                                                      |                                                |        |
| 1 de outubro de 1973–74    | Zero Tester series                                                     | Diretor-chefe, ED1「愛する大地」Letras                        |                                                | [ 2 ]  |
| 3 de outubro de 1975       | Kum-Kum                                                                | Continuidade                                                  |                                                |        |
| 11 de novembro de 1977     | Manga ijin monogatarija:まんが偉人物語                                 | Produção                                                      |                                                |        |
| 6 de março de 1979–80      | Cyborg 009                                                             | Diretor                                                       | Segunda série de TV                            |        |
| 1 de outubro de 1980       | Astro Boy                                                              | Roteiro                                                       | Série de TV de 1980                            |        |
| 18 de julho de 1981        | The Sea Prince and the Fire Child                                      | Setting cooperation                                           | Longa metragem                                 |        |
| 22 de agosto de 1981       | Akuma to Himegimija:悪魔と姫ぎみ                                       | Produção                                                      | Longa metragem                                 |        |
| 23 de outubro de 1981–83   | Fang of the Sun Dougram                                                | Roteiro, Direção, Produção, Storyboard, Obra original         |                                                |        |
| 1 de abril de 1983–84      | Armored Trooper Votoms                                                 | Criador original, Diretor, Roteiro, Storyboard                |                                                |        |
| 9 de julho de 1983         | Choro-Q Dougram                                                        | Projeto                                                       | Longa metragem                                 |        |
| 9 de julho de 1983         | Dougram: Documentary of the Fang of the Sun                            | Projeto, Diretor, ED「さらばやさしき日々よ」Letras            | Longa metragem                                 |        |
| 5 de outubro de 1984–85    | Panzer World Galient                                                   | Projeto, Diretor                                              |                                                |        |
| 21 de agosto de 1985       | Armored Trooper VOTOMS: The Last Red Shoulder                          | Criador original, Diretor                                     | OVA                                            |        |
| 3 de outubro de 1985–86    | Blue Comet SPT Layzner                                                 | Criador original, Diretor-Chefe, Diretor, Roteiro, Storyboard |                                                |        |
| 21 de janeiro de 1986      | Panzer World Galient                                                   | Produção                                                      | OVA "Part III"                                 |        |
| 5 de julho de 1986         | Armored Trooper VOTOMS: Big Battle                                     | Criador original, Diretor                                     | OVA                                            |        |
| 21 de outubro de 1986      | Blue Comet SPT Layzner                                                 | Obra original, Diretor                                        | OVA "Act. III"                                 |        |
| 2 de outubro de 1987–88    | Oraa Guzura Dado                                                       | Produção, Storyboard                                          | Segunda temporada                              |        |
| 19 de março de 1988        | Armored Trooper VOTOMS: The Red Shoulder Document: Roots of Ambition   | Criador original, Diretor                                     | OVA                                            |        |
| 30 de abril de 1988–89     | Ronin Warriors                                                         |                                                               |                                                |        |
| 21 de novembro de 1988–89  | Armor Hunter Mellowlink                                                | Obra original                                                 | OVA                                            |        |
| 21 de novembro de 1991     | Eiyu Gaiden Mozaikaja:英雄凱伝モザイカ                                 | Diretor                                                       | OVA                                            |        |
| 22 de outubro de 1993      | The Cockpit                                                            | Diretor                                                       | OVA ep. 3                                      |        |
| 1993–2003                  | Konpeki no Kantai                                                      | Script                                                        | OVA                                            |        |
| 21 de março de 1994        | Armored Trooper VOTOMS: Shining Heresyja:装甲騎兵ボトムズ 赫奕たる異端 | Obra original, diretor                                        | OVA                                            |        |
| 3 de março de 1996–98      | The Silent Service                                                     | Diretor                                                       | Especial de TV                                 |        |
| 1 de fevereiro de 1997–98  | The King of Braves GaoGaiGar                                           | Produtor                                                      |                                                |        |
| 4 de outubro de 1998–99    | Gasaraki                                                               | Criador original, diretor                                     |                                                |        |
| 10 de outubro de 1999–2000 | Blue Gender                                                            | Criador original, co-diretor, co-autor                        | Televisão                                      |        |
| 26 de janeiro de 2000      | Carried by the Wind: Tsukikage Ran                                     | Roteirista                                                    |                                                |        |
| 3 de abril de 2004–05      | Morizo series モリゾーとキッコロ                                       | Diretor                                                       | 2 temporadas                                   |        |
| 4 de abril de 2004         | Phoenix                                                                | Diretor                                                       |                                                |        |
| 27 de setembro de 2006     | Flag                                                                   | Obra original, Diretor da Série                               | OVA                                            |        |
| 6 de outubro de 2006–07    | Intrigue in the Bakumatsu – Irohanihoheto                              | Diretor da Série, Criador original                            |                                                |        |
| 26 de outubro de 2007–08   | Armored Trooper VOTOMS: Pailsen Files                                  | Obra original, diretor                                        | OVA, também uma versão cinematográfica em 2009 |        |
| 26 de março de 2010        | Armored Trooper VOTOMS: Phantom Chapter                                | Obra original・Diretor                                        | OVA                                            |        |
| 22 de abril de 2011        | Armored Trooper VOTOMS: Alone Again                                    | Diretor                                                       | OVA                                            |        |
| 17 de março de 2012        | Ozuma                                                                  | Diretor da Série                                              |                                                |        |